# Phaonia texensis
Phaonia texensis este o specie de muște din genul Phaonia, familia Muscidae, descrisă de Malloch în anul 1923. Conform Catalogue of Life specia Phaonia texensis nu are subspecii cunoscute.